# Daniel Cosgrove
Daniel Cosgrove (New Haven, 16 de dezembro de 1970) é um ator norte-americano conhecido pelo papel na série de televisão Beverly Hills 90210.

## Filmografia
- 1996: The Object of My Affection como Trotter Bull
- 1996-1998; 2010-2011: All My Children como Scott Chandler
- 1998-2000: Beverly Hills, 90210 como Matt Durning
- 1999: Lucid Days in Hell como Dean
- 2000: Satan's School for Girls como Mark Lantch
- 2000: Artie como Frank Wilson
- 2001: Valentine  como Campbell Morris
- 2001: All Souls como Dr. Brad Sterling
- 2001: The Way She Moves como Jason
- 2001: They Crawl como Ted Gage
- 2002: Van Wilder como Richard Bagg
- 2002: Guiding Light como Bill Lewis
- 2006: In Justice como Jon Lemonick
- 2007: Dirty Sexy Money como Freddy Mason
- 2007: Mattie Fresno and the Holoflux Universe como David
- 2009: The Forgotten como John Lucas (1 episode)
- 2010: The Good Wife como Detective Bryan Murphy
- 2010: como the World Turns como Christopher Hughes II
- 2011: Steamboat como Larry Trout
- 2013: Person of Interest como Jeremy Watkins
- 2014: Days of Our Lives como Aiden Jennings
- 2018: You como Ron